# Karl Odorizzi
Karl Odorizzi (* 1931 in Strengberg, Niederösterreich; † 24. April 2024) war ein österreichischer Architekt.

## Leben und Wirken
Karl Odorizzi besuchte die HTL in Linz und studierte in Graz Gesang, Malerei und Architektur. 1956 diplomierte er an der TU Graz im Fach Architektur. Nach einer Praxiszeit in Düsseldorf gründete er 1958 ein Architekturbüro in Wels.
Von 1969 bis 1980 war Karl Odorizzi Präsident der Ziviltechniker der Architekten Oberösterreichs. 1971 war er Gründungsmitglied und wissenschaftlicher Beirat des Österreichischen Zentrums für Architekturforschung. Von 1976 bis 1986 hatte Karl Odorizzi Lehraufträge an der Universität Innsbruck, in Graz, Linz und Wien.

## Realisierungen
- 1960/1961 und 1972/1973: Erweiterungen zum Bildungshaus Schloss Puchberg
- 1962–1966: Pfarrkirche Wels-Lichtenegg

## Auszeichnungen
- 1980: Kulturpreis des Landes Oberösterreich für Architektur

## Ausstellungen
- 2013: Räume, die offen bleiben. Architekturforum Oberösterreich, Linz[3]
- 2015: Mein Art Informel Galerie Forum Wels